# اتیل ترت-بوتیل اتر
اتیل ترشیو-بوتیل اتر یا اتیل ترت-بوتیل اتر (به انگلیسی: Ethyl tert-butyl ether) یک ترکیب شیمیایی با شناسه پاب‌کم ۱۲۵۱۲ است. که جرم مولی آن ۱۰۲٫۱۸ g/mol می‌باشد. شکل ظاهری این ترکیب، مایع بی‌رنگ روشن است.